# Alexander Rüdell

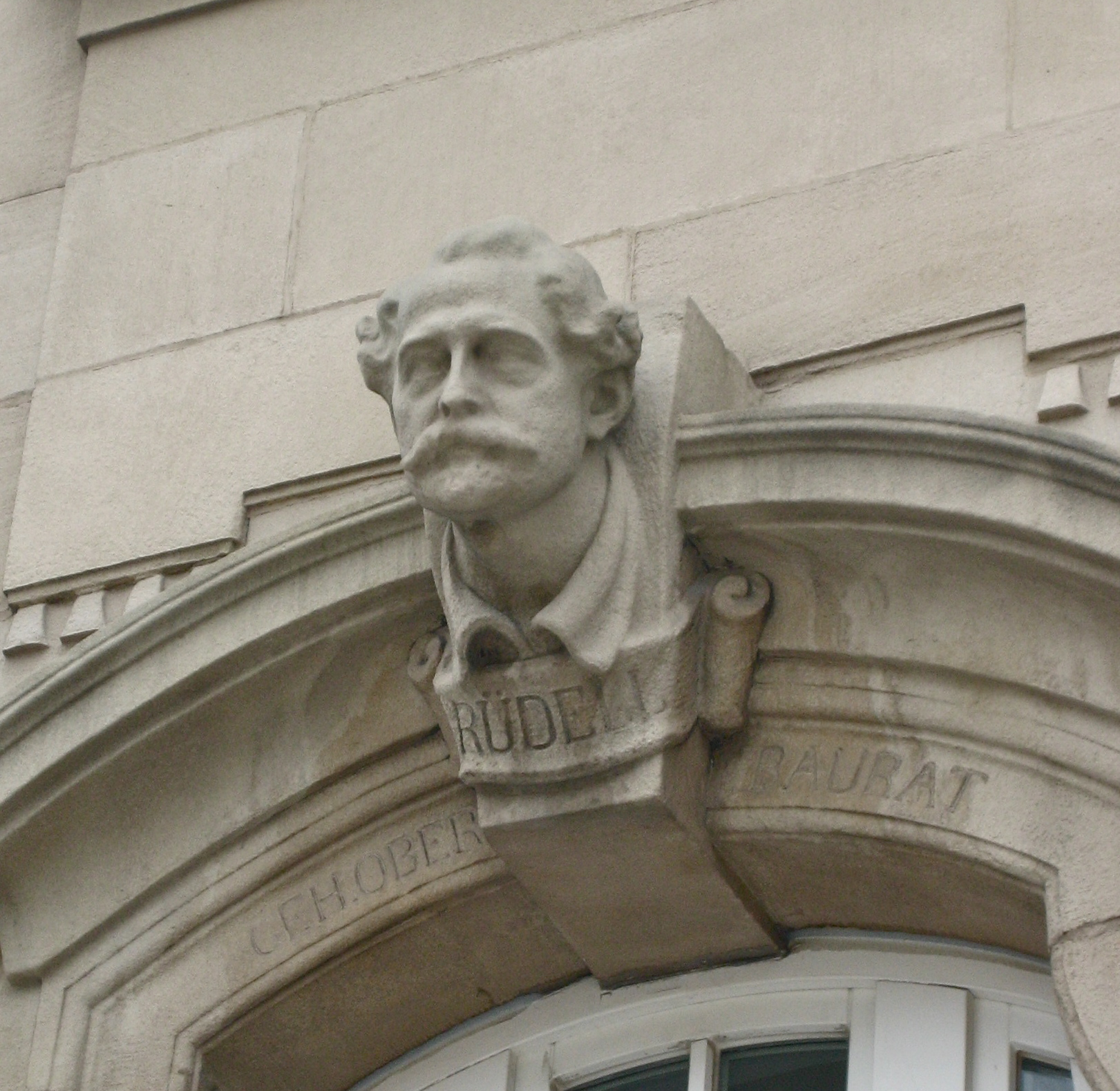
Büste von Alexander Rüdell am Bahnhofsgebäude in Luxemburg; Bildhauer: Arthur Lewin-Funcke

Alexander Rüdell (* 6. September 1852 in Trier; † 14. Dezember 1920 in Berlin) war ein deutscher Architekt und preußischer Baubeamter in der staatlichen Eisenbahn-Bauverwaltung.

## Leben
Rüdell wuchs in Trier und in Jülich auf. Sein Bruder war der Architekt und Maler Carl Rüdell. Nach einem Bauelevenjahr in Trier studierte er von 1872 bis 1875 an der Berliner Bauakademie. Anfang 1876 legte er die Bauführer-Prüfung ab. Praktische Erfahrungen sammelte er während seines Referendariats beim Bau des Anhalter Bahnhofs in Berlin unter Franz Schwechten und beim Bau des Bahnhofs in Saargemünd. Ende der 1870er Jahre ging er zu weiteren Studien nach Wien und kehrte 1881 nach Berlin zurück. 1884 bestand er das 2. Staatsexamen und begann das Assessorat als Regierungsbaumeister in der staatlichen Eisenbahn-Bauverwaltung.
Nach einer kurzzeitigen Tätigkeit in Düsseldorf kehrte Rüdell nach Berlin zurück und arbeitete von 1893 bis zu seinem Tod im preußischen Ministerium der öffentlichen Arbeiten. Von 1900 an war er in leitender Stellung in der Eisenbahn-Bauverwaltung tätig. Sein Arbeitsschwerpunkt war der Entwurf von Hochbauten. Anfang des 20. Jahrhunderts wurde eine Reihe von Bahnhöfen ausgebaut und erweitert, viele von ihnen bekamen dabei neue Empfangsgebäude. Rüdell war am Entwurf einer Vielzahl von Bauten beteiligt. Häufig arbeitete er dabei mit anderen Architekten zusammen, wobei er meist die Leitung des Projektes innehatte. Insofern ist sein individueller Anteil am jeweiligen Projekt nur sehr schwer auszumachen. Viele Bauten entstanden in Zusammenarbeit mit Fritz Klingholz und später mit Karl Cornelius.
1911 wurde Rüdell außerordentliches und 1919 ordentliches Mitglied der Preußischen Akademie des Bauwesens.; 1912 wurde ihm das Komturkreuz II. Klasse des hessischen Verdienstordens Philipps des Großmütigen verliehen, 1919 erhielt er die Ehrendoktorwürde (als Dr.-Ing. E. h.) der Technischen Hochschule Braunschweig.
1920 starb Alexander Rüdell in Berlin und wurde in Trier beigesetzt.

## Bauten (Auswahl)
- 1897–1900: Empfangsgebäude des Hauptbahnhofs Danzig, mit Paul Thoemer[6][7]
- 1899–1902: Empfangsgebäude des Essener Hauptbahnhofes (mit Fritz Klingholz)
- 1901 Empfangsgebäude des Bahnhofs Altena
- 1902–1908: Neubauten des Bahnhofs (Wuppertal-) Vohwinkel (mit Fritz Klingholz)
- 1903–1905: Empfangsgebäude des Bahnhofs Stralsund (mit Landbauinspektor Hans Stubbe)
- 1905–1910: Empfangsgebäude der Bahnhöfe Bullay, Ürzig, Cochem, Traben-Trarbach
- 1905–1907 Verwaltungsgebäude des Eisenbahnzentralamtes Berlin
- 1907–1913: Empfangsgebäude des Bahnhofs Luxemburg
- 1911–1913: Empfangsgebäude des Bahnhofs (Wuppertal-) Barmen (mit Johannes Ziertmann und Eduard Behne)
- 1911–1913: Verwaltungsgebäude der Eisenbahndirektion Danzig[8]
- 1913–1915: Umbau und Erweiterung des Bahnhofs Oranienburg
- 1914–1917: Empfangsgebäude des Bahnhofs Görlitz (mit Regierungsbaumeister Gotthard Eckert)
- Verwaltungsgebäude für die Eisenbahndirektionen in Frankfurt a. M., Köln, Posen, Münster, Halle, Essen, Bromberg, Cassel, Breslau und weitere

## Veröffentlichungen
- Einige Zeichnungsentwürfe für Inventar der Bau- und Kunstdenkmäler in der Provinz Brandenburg von Rudolf Bergau, Berlin 1885.
- Neuere Eisenbahnhochbauten. In: Zentralblatt der Bauverwaltung. Nr. 47, 1903, S. 289, 490, 502 Kommentar=Fortsetzung (zlb.de).
  - Neuere Eisenbahnhochbauten. In: Zentralblatt der Bauverwaltung. Nr. 57, 1904, S. 357 Kommentar=Fortsetzung (zlb.de).
  - Neuere Eisenbahnhochbauten. In: Zentralblatt der Bauverwaltung. Nr. 97, 1906, S. 620–622 (zlb.de).
  - Neuere Eisenbahnhochbauten. In: Zentralblatt der Bauverwaltung. Nr. 63, 1909, S. 418 (zlb.de – Fortsetzung).
- Die Kahrie-Dschamisi in Constantinopel, ein Kleinod byzantinischer Kunst. Berlin 1908; Textarchiv – Internet Archive.